# Theophil von Podbielski

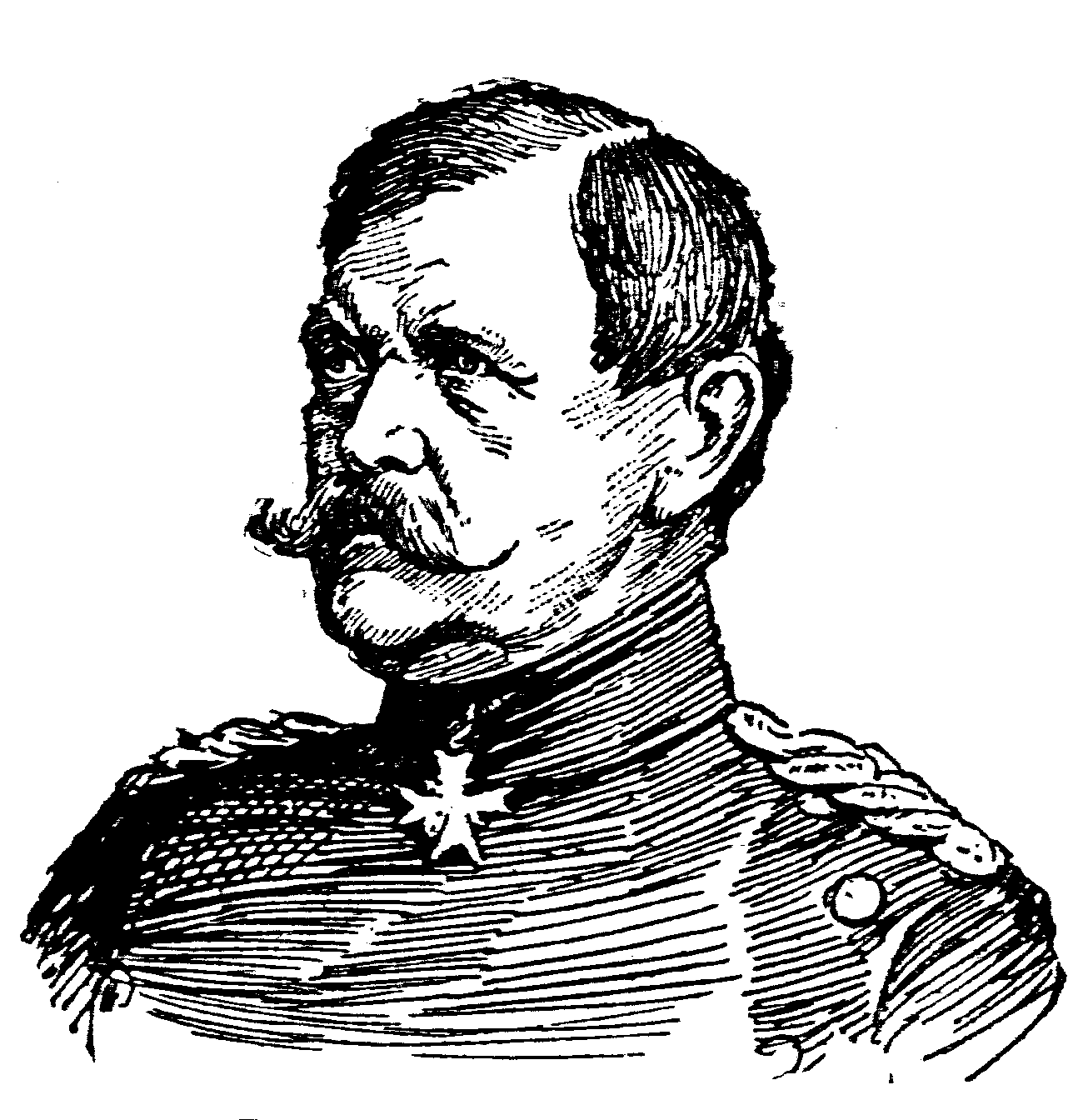
Theophil von Podbielski

Theophil Eugen Anton von Podbielski (17 tháng 10 năm 1814 tại Cöpenick – 31 tháng 10 năm 1879 tại Berlin) là một Thượng tướng Kỵ binh của Vương quốc Phổ, Chủ tịch Hiệp hội Pháo binh Tổng hợp (General-Artillerie-Komitees), Thành viên Ủy ban Quốc phòng (Landesverteidigungskommission) và là quản trị viên đầu tiên của Trường Tổng hợp Pháo binh và Công binh ở thủ đô Berlin.

## Gia đình
Podbielski xuất thân trong gia đình quý tộc Ba Lan Podbielski.
Vào ngày 28 tháng 4 năm 1843, tại điền trang Dallmin (hạt Westprignitz), Podbielski đã thành hôn với Agnes von Jagow (28 tháng 2 năm 1823 tại điền trang Dallmin – 25 tháng 2 năm 1887 cũng tại điền trang Dallmin). Cặp đôi này có một người con là Quốc vụ khanh và Trung tướng Vương quốc Phổ Victor von Podbielski (1844 – 1916).

## Sự nghiệp quân sự
Vào năm 1831, Podbielski đã nhập ngũ trong Trung đoàn Thương kỵ binh số 1 vào năm 1833 ông được phong cấp sĩ quan, khi đó ông mới 19 tuổi. Kể từ năm 1836 cho đến năm 1839, ông tham dự Học viện Quân sự (Kriegsakademie). Vào năm 1855, ông được chuyển vào Bộ Tổng tham mưu với quân hàm thiếu tá vào năm 1858 ông lãnh chức Tư lệnh của Trung đoàn Khinh kỵ binh số 12 Thüringen. Vào năm 1859, ông được thăng cấp Thượng tá vào năm 1861 ông lên quân hàm Đại tá, rồi vào tháng 3 năm 1863 Theophil von Podbielski được phong cấp Thiếu tướng đồng thời được bổ nhiệm làm Tư lệnh của Lữ đoàn Kỵ binh số 16. Vào tháng 12 năm 1863, ông được cử làm Chủ nhiệm Tổng cục Hậu cần (Oberquartiermeister) của Thống chế Friedrich Graf von Wrangel trong quân đội Phổ ở Schleswig-Holstein, và giữ chức vụ này trong cuộc Chiến tranh Đức-Đan Mạch năm 1864. Sau khi cuộc chiến tranh này chấm dứt, viên "Đại tá xanh dương" – ông được gọi như vậy vì màu quân phục của ông – ở lại Schleswig-Holstein để giữ chức Tham mưu trưởng của lực lượng Elbherzogtümern cho đến năm 1865. Sau đó, ông được phong quân hàm Thiếu tướng vào năm 1866 ông được cử làm Tổng cục trưởng Tổng cục chiến tranh trong Bộ Chiến tranh.
Trong cuộc Chiến tranh Áo-Phổ năm 1866, Podbielski là Chủ nhiệm Tổng cục hậu cần của Lục quân Phổ và được tặng thưởng Huân chương Quân công vì những cống hiến của ông trong cuộc chiến tranh này. Sau khi hòa bình được lập lại, ông trở lại đứng đầu Tổng cục Chiến tranh, rồi đến năm 1867 ông được thăng quân hàm Trung tướng và đã có những đóng góp to lớn đến việc tái cấu trúc các lực lượng quân đội Liên bang Bắc Đức. Đồng thời, ông cũng tham gia công việc của Hội đồng Liên bang (Bundesrat) và tham gia Quốc hội (Reichstag).
Trong cuộc Chiến tranh Pháp-Đức (1870 – 1871), ông lại được bổ nhiệm làm Chủ nhiệm Tổng cục Hậu cần của Lục quân. Ông được biết đến vì những bản điện báo gửi từ chiến trường có giá trị lịch sử của mình. Một trong những bản báo cáo hàm súc của ông là "Nichts neues vor Paris." Vì những đóng góp của ông trong cuộc chiến, ông đã được ban thưởng 10 vạn taler.
Sau khi chiến dịch tại Pháp chấm dứt, vào năm 1872, Podbielski được bổ nhiệm làm Tướng thanh tra pháo binh (Generalinspekteur der Artillerie) vào năm 1873 ông được thăng quân hàm Thượng tướng kỵ binh. Dưới sự giám sát của Podbielski, ngành pháo binh Đức chứng kiến sự tách rồi giữa pháo dã chiến và pháo chiến hào, đồng thời với việc cách tân pháo dã chiến của Đức.
Vào năm 1889, Trung đoàn Pháo dã chiến số 5 đã được đặt theo tên ông. Ông từ trần vào ngày 31 tháng 10 năm 1879 tại Berlin.

## Phong tặng
- Huân chương Quân công vào ngày 18 tháng 9 năm 1866